# Của chuột và người
Of Mice and Men (tiếng Việt: Của Chuột và Người) là tiểu thuyết ngắn viết bởi John Steinbeck, được coi là khuôn mẫu tiểu thuyết xuất sắc cho văn chương Mỹ. Xuất bản năm 1937, kể về trải nghiệm của hai lao động trang trại thời vụ George Milton và Lennie Small, họ đi từ nơi này đến nơi khác ở California để tìm kiếm cơ hội việc làm mới trong thời kỳ Đại khủng hoảng của  Hoa Kỳ.
Steinbeck viết tiểu thuyết dựa trên trải nghiệm của ông khi làm việc cùng các lao động trang trại thời vụ lúc ông còn là thiếu niên vào những năm 1910, trước khi người đàn ông Oklahoma mà ông kể trong tiểu thuyết Chùm nho uất hận đến. Tựa đề được lấy từ bài thơ tiếng Scotland của Robert Burns có tên "To a Mouse": "The best laid schemes o' mice an' men / Gang aft agley" (Tạm dịch: "Những kế hoạch tốt nhất của chuột và con người / Thường bất thành").
Mặc dù được dùng giảng dạy trong nhiều trường học, Of Mice and Men vẫn thường xuyên là mục tiêu kiểm duyệt vì sự thô tục, một vài điểm bị cho là xúc phạm và lời lẽ phân biệt chủng tộc; do đó, nó liệt vào danh sách Những cuốn sách thách thức nhất thế kỷ 21 của Hiệp hội Thư viện Hoa Kỳ.

## Nội dung
Trong thời Đại khủng hoảng tại California, hai công nhân di trú – George Milton, một người thông minh nhưng ít học, và Lennie Small, một gã to con, khỏe mạnh nhưng thiểu năng trí tuệ – đang trên đường từ Soledad đến nơi khác của bang. Họ mong ước một ngày được sở hữu mảnh đất của riêng họ. Mơ ước của Lennie  chỉ là được cưng nựng các vật nuôi, thú cưng, dù anh luôn vô tình làm chết chúng. Ước mơ này là câu chuyện yêu thích của Lennie, còn Geogre luôn phải kể lại nó cho Lennie nghe. Họ phải rời khỏi Weed, California sau khi Lennie nắm váy của một cô gái trẻ mà không buông ra, khiến họ bị tình nghi tội hiếp dâm.
Sau khi được thuê vào một nông trại, hai người phải đối mặt với Curley, con trai ông chủ, một thanh niên hiếu chiến luôn ghen ghét những ai to xác hơn hắn. Curley bắt đầu nhắm đến Lennie. Cô vợ trẻ đầy hấp dẫn của Curley cũng để mắt đến anh. Tại nông trại, hai người gặp Candy, một lao động già cụt một tay cùng với chú chó trung thành của ông; và cả Slim, một người thồ hàng bằng lừa, thông minh và tử tế, con chó của ông vừa mới đẻ một lứa. Slim cho Lennie và Candy mỗi người một chú cún con, sau khi chú chó già nua của Candy được Carlson hóa kiếp.
Bất chấp hoàn cảnh, giấc mơ của hai thanh niên sẽ thành sự thực khi Candy đề nghị góp 350 dollar, như vậy họ sẽ mua được một nông trại vào cuối tháng, đổi lại ông sẽ được sống cùng họ. Một lần kia, Curley thúc giục rồi đấm Geogre, nhưng Lennie dễ dành chặn và bắt nắm đấm của Curley.
George cảm thấy thư thái hơn bao giờ hết, anh còn bỏ Lennie ở lại trang trại để vào thị trấn với với những lao động khác. Lennie vào chuồng ngựa rồi gặp gỡ và trò chuyện với Crooks, một người đàn ông bị hắt hủi vì anh ta là người da đen. Candy đề nghị cho Crooks cùng vào làm tại nông trại trong tương lai.
Hôm sau, Lennie vô ý làm chết một thú nuôi khi chơi với nó, vợ của Curley mò đến tán tỉnh Lennie. Sau khi biết sở thích vuốt ve động vật của Lennie, cô gái đề nghị anh ta vuốt mái tóc của mình; nhưng rồi cô ta hoảng hốt vật lộn khi Lennie mỗi lúc một mạnh tay. Lennie sợ hãi và mất kiểm soát, anh tìm cách ghìm giữ cô gái và vô tình khiến cô bị gãy cổ. Khi các lao động phát hiện ra thi thể thì họ lập tức lập nhóm tìm kiếm Lennie, đồng thời cảnh sát cũng vào cuộc. Geogre nhớ ra ước mơ của Lennie và tìm đến chỗ hai người hay nói chuyện.
George tìm thấy Lennie, hai người cùng nói về ước mơ chung của họ; nhận ra ước mơ sẽ không bao giờ thành hiện thực và những kẻ truy đuổi Lennie đang đến gần. Geogre an ủi Lennie rồi nhẹ nhàng rút súng bắn vào phía sau Lennie.

## Nhân vật
- George Milton: một người nhanh trí, là bạn thân từ thuở nhỏ và luôn bảo vệ Lennie.
- Lennie Small: Một gã đô con, ngu ngốc nhưng mạnh mẽ, là bạn đồng hành của George.[5]
- Candy: Một lão công nhân siêng năng, ông bị mất bàn tay trong một tai nạn, khi đang tuyệt vọng về tương lai thì Lennie và George xuất hiện. Ông có một chú chó nuôi trung thành, con chó đã rất già và cuối cùng ông đồng ý để Carlson hóa kiếp cho nó.
- Slim: Nhân viên thồ hàng bằng lừa, nhân lực chính của đội vận chuyển. Anh nhận được sự tôn trọng của cả Curley lẫn các công nhân, và cũng là người hiểu tường tận mối quan hệ giữa George và Lennie.
- Curley: Con trai của ông chủ, một nhân vật ngựa non háu đá, một võ sĩ quyền anh bán chuyên nghiệp. Bàn tay trái của hắn luôn đeo một chiếc găng chứa đầy vaseline bên trong.
- Vợ của Curley: một cô gái trẻ và chỉ được các nhân vật khác gọi là "vợ của Curley".
- Crooks: Một lao động da màu, anh bị hầu hết mọi người người hắt hủi vì mà da của mình, anh mong muốn được sống trong nông trại của George và Lennie.
- Carlson: Một kẻ "mặt dày", anh ta bắn chết con chó của Candy mà không có chút cảm xúc nào.
- Ông chủ: Là chủ nông trại, theo Candy, ông này còn sở hữu một công ty.

## Đón nhận
Tại Vương quốc Anh, nó được xếp hạng 52 trong số "những tiểu thuyết đương yêu thích nhất trong nước" theo khảo sát The Big Read của BBC năm 2003.
Hệ quả của việc trở thành mục tiêu kiểm duyệt, Of Mice and Men xuất hiện trong danh sách 100 cuốn sách bị cấm/mang tính thách thức của Hiệp hội Thư viện Hoa Kỳ: năm 2000–2009 (hạng 5) và năm 2010–2019 (hạng 28). Of Mice and Men đã bị đề nghị kiểm duyệt 54 lần từ lúc nó được xuất bản năm 1936.

## Chuyển thể

### Sân khấu
Một vở kịch chuyển thể được biểu diễn bởi Hiệp hội Nhà hát San Francisco. Bắt đầu từ 21 tháng 5 năm 1937, vở diễn được biểu diễn trong 3 tháng.
Để tạo một sản phẩm kịch Broadway, Steinbeck đã chỉnh lý và chuyển thể tác phẩm, vở kịch sản xuất bới Sam H. Harris và đạo diễn bởi George S. Kaufman, công diễn từ 23 tháng 11 năm 1937, tại nhà hát Music Box Theatre tại Broadway và diễn được 207 xuất.
Năm 1958, một vở nhạc kịch được Ira Bilowit chuyển thể, nhưng một cuộc đình công báo chí đã ảnh hưởng đến việc sản vở kịch và nó bị dừng lại sau 6 tuần. Vở nhạc kịch được phục dựng trên sân khấu Western Stage ở Salinas, California năm 2019.
Năm 1970 Carlisle Floyd viết một vở opera dựa theo tiểu thuyết. trong vở opera có thêm nhân vật The Ballad Singer, nhân vật này không có trong truyện gốc.
Phiên bản kịch Broadway mới được dựng trên sân khấu The Longacre Theater vào tháng 3 năm 2014 trong 18 tuần, với các diễn viên James Franco, Chris O'Dowd, Leighton Meester và Jim Norton.
Một vở ballet do Cathy Marston chuyển thể với âm nhạc của Thomas Newman. Ra mắt vào ngày 27 tháng 4 năm 2022 tại Joffrey Ballet ở Chicago.

### Phim

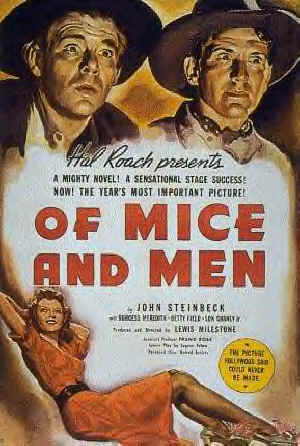
Poster phiên bản phim năm 1939

Bộ phim chuyển thể đầu tiên vào năm 1939, hai năm sau khi tiểu thuyết được phát hành, với các diễn viên Lon Chaney Jr., Burgess Meredith và đạo diễn Lewis Milestone. Bộ phim nhận được 4 đề cử Oscar.
Phiên bản truyền hình năm 1968, với các diễn viên George Segal, Nicol Williamson, Will Geer...
Phiên bản điện ảnh truyền hình năm 1981, với các diễn viên: Randy Quaid và Robert Blake, đạo diễn bởi Reza Badiyi.
Phiên bản điện ảnh chiếu rạp năm 1992, đạo diễn bởi Gary Sinise. Sinise đóng vai George, còn Lennie đóng bởi John Malkovich, cả hai đều diễn lại vai diễn của họ ở phiên bản  sân khấu do Steppenwolf Theatre Company sản xuất năm 1980.
Năm 1992, Ấn Độ sản xuất phim điện ảnh chuyển thể bằng tiếng Malayalam tựa đề Soorya Manasam đạo diễn bởi Viji Thampi.

### Radio
Of Mice and Men chuyển thể bởi Donna Franceschild như một vở kịch truyền thanh đạo diễn bởi Kirsty Williams, các diễn viên David Tennant và Liam Brennan truyền phát trên kênh BBC Radio 4 và ngày 7 tháng 3 năm 2010. Trước đó, BBC cũng từng sản xuất vào năm 1966 và 1992.